# Nati il 5 marzo

## XII secolo(1)
- 1133 - Enrico II d'Inghilterra, re († 1189)

## XIII secolo(1)
- 1208 - Giovanni da Parma, religioso italiano († 1289)

## XIV secolo(3)
- 1324 - Davide II di Scozia, re scozzese († 1371)
- 1326 - Luigi I d'Ungheria, re ungherese († 1382)
- 1340 - Cansignorio della Scala, condottiero italiano († 1375)

## XV secolo(4)
- 1436 - Donato Bossi, scrittore italiano († 1502)
- 1488 - Mario Nizolio, umanista e filosofo italiano († 1567)
- 1493 - Anna Bijns, poetessa fiamminga († 1575)
- 1500 - Carlo Gualteruzzi, letterato e filologo italiano († 1577)

## XVI secolo(8)
- 1512 - Gerardo Mercatore, matematico, astronomo e cartografo fiammingo († 1594)
- 1523 - Rodrigo de Castro Osorio, cardinale e arcivescovo cattolico spagnolo († 1600)
- 1527 - Ulrico III di Meclemburgo-Güstrow, duca († 1603)
- 1572 - Tommaso Francini, ingegnere italiano († 1651)
- 1574 - Federico IV del Palatinato, nobile († 1610)
- 1574 - William Oughtred, matematico inglese († 1660)
- 1585 - Federico I d'Assia-Homburg, nobile tedesco († 1638)
- 1585 - Giovanni Giorgio I di Sassonia, principe († 1656)

## XVII secolo(16)
- 1601 - Johann Michael Moscherosch, scrittore tedesco († 1669)
- 1606 - Martin de Esparza Artieda, teologo e gesuita spagnolo († 1689)
- 1613 - Maria Pico della Mirandola, nobile italiana († 1682)
- 1625 - John Collins, matematico inglese († 1683)
- 1625 - Maria d'Orléans-Longueville, principessa e duchessa francese († 1707)
- 1637 - Jan van der Heyden, pittore olandese († 1712)
- 1639 - Charles Sedley, V baronetto, nobile, politico e commediografo inglese († 1701)
- 1646 - Antonio Blasi, militare italiano († 1732)
- 1648 - Nicola Partenio Giannettasio, gesuita e poeta italiano († 1715)
- 1658 - Antoine Laumet de La Mothe, Signore di Cadillac, esploratore, militare e avventuriero francese († 1730)
- 1660 - Paolo Vallaresso, vescovo cattolico italiano († 1723)
- 1672 - Giuseppe Zola, pittore italiano († 1743)
- 1677 - Pietro Micca, militare e operaio italiano († 1706)
- 1693 - Johann Jakob Wettstein, teologo, biblista e traduttore svizzero († 1754)
- 1696 - Giambattista Tiepolo, pittore e incisore italiano († 1770)
- 1697 - Giovanni Crisostomo Trombelli, presbitero e filologo italiano († 1784)

## XVIII secolo(36)
- 1703 - Vasilij Kirillovič Tredjakovskij, poeta e traduttore russo († 1768)
- 1713 - Edward Cornwallis, generale britannico († 1776)
- 1713 - Frederick Cornwallis, arcivescovo anglicano e teologo inglese († 1783)
- 1716 - Nicolò Pacassi, architetto austriaco († 1790)
- 1716 - Catherine Théot, sensitiva francese († 1794)
- 1723 - Maria di Hannover, principessa britannica († 1772)
- 1726 - Claude-François-Xavier Millot, religioso e storico francese († 1785)
- 1732 - Domenico Blasucci, religioso italiano († 1752)
- 1733 - Vincenzo Galeotti, coreografo italiano († 1816)
- 1743 - Jean-Simon Berthélemy, pittore francese († 1811)
- 1748 - Jonas Dryander, botanico svedese († 1810)
- 1749 - Friederike von Alvensleben, attrice teatrale, drammaturga e librettista tedesca († 1799)
- 1750 - Jean-Baptiste-Gaspard d'Ansse de Villoison, filologo classico francese († 1805)
- 1754 - Léon Dufourny, architetto francese († 1818)
- 1755 - George Ponsonby, avvocato e politico britannico († 1817)
- 1757 - Tommaso Zonza, militare italiano († 1842)
- 1763 - Carlo Matteo Capelli, medico, botanico e docente italiano († 1831)
- 1764 - Heinrich Grenser, tedesco († 1813)
- 1768 - Antonio Capece Minutolo, politico, scrittore e nobile italiano († 1838)
- 1770 - Hans Ernst Karl von Zieten, generale prussiano († 1848)
- 1771 - Wilhelm Daniel Joseph Koch, medico e botanico tedesco († 1849)
- 1774 - Christoph Ernst Friedrich Weyse, compositore e organista danese († 1842)
- 1775 - Adam Elias von Siebold, ginecologo tedesco († 1828)
- 1776 - Michele Leoni, letterato italiano († 1858)
- 1777 - Friedrich Egermann, artista tedesco († 1864)
- 1779 - Benjamin Gompertz, matematico britannico († 1865)
- 1784 - Louis Henry, ballerino e coreografo francese († 1836)
- 1784 - Antonio Mazzetti, magistrato e letterato italiano († 1841)
- 1784 - Al-Husayn II ibn Mahmud, sovrano tunisino († 1835)
- 1785 - Carlo Odescalchi, cardinale e arcivescovo cattolico italiano († 1841)
- 1788 - Giovanni Battista Sella, imprenditore e politico italiano († 1878)
- 1789 - Francesco Cherubini, filologo e editore italiano († 1851)
- 1794 - Jacques Babinet, fisico francese († 1872)
- 1796 - Gaetano Rossini, arcivescovo cattolico italiano († 1890)
- 1797 - Friedrich von Gerolt, diplomatico e nobile tedesco († 1879)
- 1800 - Georg Friedrich Daumer, filosofo tedesco († 1875)

## XIX secolo(192)
- 1802 - Antonio Tarlazzi, presbitero e storico italiano († 1888)
- 1803 - Giuseppe Cossa, archivista e bibliotecario italiano († 1885)
- 1803 - August Friedrich Gfrörer, storico tedesco († 1861)
- 1806 - Pietro Salvatico, politico italiano († 1879)
- 1808 - Charles Théophile Bruand d'Uzelle, entomologo francese († 1861)
- 1809 - Giuseppe Carta, pittore e scultore italiano († 1889)
- 1810 - Bertha von Marenholtz-Bülow, pedagogista tedesca († 1893)
- 1812 - Carlo Rusconi, scrittore, politico e traduttore italiano († 1889)
- 1813 - Carlo Barbaroux, magistrato e politico italiano († 1886)
- 1814 - Wilhelm von Giesebrecht, storico tedesco († 1889)
- 1814 - James Howard, nobile e politico britannico († 1882)
- 1815 - Eugenio Fasciotti, prefetto, diplomatico e politico italiano († 1898)
- 1815 - Mehmed Alì Pascià, politico ottomano († 1871)
- 1816 - Muhammad Yusef Ali Khan Bahadur, principe indiano († 1865)
- 1817 - Angelo Genocchi, matematico italiano († 1889)
- 1817 - Austen Henry Layard, archeologo, diplomatico e politico britannico († 1894)
- 1819 - Anna Cora Mowatt, scrittrice, drammaturga e attrice teatrale francese († 1870)
- 1820 - Leonhard Ennen, archivista e storico tedesco († 1880)
- 1821 - Robert Bentley, botanico inglese († 1895)
- 1821 - Adamo Rossi, patriota e bibliotecario italiano († 1891)
- 1824 - Prospero Balbo di Vinadio, militare e insegnante italiano († 1894)
- 1825 - Josef Albert, fotografo tedesco († 1886)
- 1825 - Augusta Maywood, ballerina statunitense († 1876)
- 1825 - Augustin Verdure, insegnante e attivista francese († 1873)
- 1826 - Pasquale Atenolfi, patriota e politico italiano († 1908)
- 1827 - Guglielmo di Meclemburgo-Schwerin, principe e generale tedesco († 1879)
- 1828 - Gennaro De Vivo, vescovo cattolico italiano († 1893)
- 1829 - Karl Heilmayer, pittore tedesco († 1908)
- 1829 - Jean-Jacques Henner, pittore francese († 1905)
- 1830 - Étienne-Jules Marey, fisiologo, cardiologo e inventore francese († 1904)
- 1830 - Charles Wyville Thomson, naturalista e esploratore scozzese († 1882)
- 1831 - Marcos Jiménez de la Espada, zoologo, esploratore e storico spagnolo († 1898)
- 1832 - Isaac Israel Hayes, esploratore statunitense († 1881)
- 1832 - Alfred Jaëll, pianista e compositore austriaco († 1882)
- 1834 - Félix de Blochausen, politico lussemburghese († 1915)
- 1834 - Marietta Piccolomini, soprano italiano († 1899)
- 1834 - Francesco Taddei, falsario e criminale sammarinese († 1916)
- 1835 - Emilio Zocchi, scultore italiano († 1913)
- 1837 - Nicola Heusch, generale italiano († 1902)
- 1837 - Stanislao Mercantini, poeta italiano († 1897)
- 1838 - Gustav Fritsch, anatomista, antropologo e fisiologo tedesco († 1927)
- 1840 - Constance Fenimore Woolson, scrittrice statunitense († 1894)
- 1843 - Alessandro Guiccioli, diplomatico e politico italiano († 1922)
- 1846 - Arthur Wynne, generale britannico († 1936)
- 1848 - Rita Lopes de Almeida, religiosa portoghese († 1913)
- 1849 - Modesto Parlatore, scultore e architetto italiano († 1912)
- 1850 - Gaetano Crugnola, ingegnere e scrittore italiano († 1910)
- 1850 - Albert Kalthoff, teologo e filosofo tedesco († 1906)
- 1851 - Emmanuel Barbier, presbitero, saggista e giornalista francese († 1925)
- 1851 - Václav Brožík, pittore ceco († 1901)
- 1853 - Ugo Gheduzzi, pittore italiano († 1925)
- 1853 - Howard Pyle, illustratore e scrittore statunitense († 1911)
- 1854 - Ruth Belville, imprenditrice britannica († 1943)
- 1855 - Kamures Kadın, ottomana († 1921)
- 1855 - Enrico Pontremoli, dirigente d'azienda, imprenditore e ingegnere italiano († 1928)
- 1855 - Sofia d'Asburgo-Lorena, nobile austriaca († 1857)
- 1856 - Giulia Cavallari Cantalamessa, insegnante, scrittrice e attivista italiana († 1935)
- 1856 - Michail Aleksandrovič Vrubel', pittore russo († 1910)
- 1858 - José Relvas, politico portoghese († 1929)
- 1861 - Garibaldo Affanni, scultore italiano († 1917)
- 1861 - Luigi Cuttica di Cassine, nobile italiano
- 1861 - Wilhelm von Lans, ammiraglio tedesco († 1947)
- 1862 - Siegbert Tarrasch, scacchista tedesco († 1934)
- 1863 - Patrick Bowes-Lyon, nobile e tennista britannico († 1946)
- 1863 - Giulio Campili, magistrato e politico italiano († 1960)
- 1864 - Marcus Wallenberg, banchiere e imprenditore svedese († 1943)
- 1865 - Maurizio Capuano, imprenditore italiano († 1925)
- 1867 - Luigi Cozza, ingegnere e politico italiano († 1955)
- 1867 - Elizabeth Fleischman, scienziata statunitense († 1905)
- 1868 - Panagīs Tsaldarīs, politico greco († 1936)
- 1869 - Cesare Candi, liutaio italiano († 1947)
- 1869 - Michael von Faulhaber, cardinale e arcivescovo cattolico tedesco († 1952)
- 1869 - Bizan Kawakami, scrittore e poeta giapponese († 1908)
- 1869 - Georg Wetzell, generale tedesco († 1947)
- 1870 - Edmond Brassart, schermidore francese († 1900)
- 1870 - Frank Norris, scrittore statunitense († 1902)
- 1870 - Evgenij Oskarovič Paton, ingegnere sovietico († 1953)
- 1871 - Ettore Bocconi, imprenditore, mecenate e politico italiano († 1932)
- 1871 - Rosa Luxemburg, filosofa, economista e politica polacca († 1919)
- 1872 - Giovanni Losavio, compositore e direttore d'orchestra italiano († 1956)
- 1872 - Joaquim Malats, compositore e pianista spagnolo († 1912)
- 1872 - Shōnen Matsumura, entomologo giapponese († 1960)
- 1872 - Ivan Nikolaevič Pavlov, pittore e incisore russo († 1951)
- 1873 - Richard Benno Adam, pittore tedesco († 1937)
- 1873 - Almidano Artifoni, insegnante italiano († 1950)
- 1873 - Cesare Bazzani, architetto e ingegnere italiano († 1939)
- 1873 - Olav Bjaaland, combinatista nordico e esploratore norvegese († 1961)
- 1873 - Gaetano Orzali, ingegnere e architetto italiano († 1954)
- 1874 - Arthur van Schendel, scrittore olandese († 1946)
- 1874 - Henry Travers, attore britannico († 1965)
- 1876 - Tiburcio Carías Andino, politico e militare honduregno († 1969)
- 1876 - Thomas Inskip, politico inglese († 1947)
- 1876 - Enrico Vanni, presbitero e giornalista italiano († 1929)
- 1878 - Norah Elam, attivista britannica († 1961)
- 1878 - Gaston Salmon, schermidore belga († 1917)
- 1878 - Dimitrios Tombrof, mezzofondista greco
- 1878 - Pëtr Dem'janovič Uspenskij, filosofo russo († 1947)
- 1879 - William Beveridge, economista e sociologo britannico († 1963)
- 1879 - Jules Charpentier, tiratore a volo francese († 1932)
- 1879 - Andres Larka, politico estone († 1943)
- 1879 - Walter Long, attore statunitense († 1952)
- 1879 - Kalla Pasha, wrestler e attore statunitense († 1933)
- 1880 - Sergej Natanovič Bernštejn, matematico e statistico sovietico († 1968)
- 1881 - Augusto Barcia Trelles, politico spagnolo († 1961)
- 1881 - Alessandro Casati, politico e giornalista italiano († 1955)
- 1881 - Aldo Gamba, scultore italiano
- 1881 - Kōichi Shiozawa, ammiraglio giapponese († 1943)
- 1881 - Ildegarda Maria di Baviera, principessa tedesca († 1948)
- 1882 - Umberto Bellotto, artigiano italiano († 1940)
- 1882 - Arthur Hussey, golfista statunitense († 1915)
- 1882 - Dora Marsden, attivista, giornalista e scrittrice britannica († 1960)
- 1882 - Domenico Piccoli, aviatore italiano († 1967)
- 1882 - Louis Nathaniel von Rothschild, banchiere austriaco († 1955)
- 1882 - Gianna Terribili-Gonzales, attrice italiana († 1940)
- 1883 - Hans Adam, militare tedesco († 1948)
- 1883 - Marius Barbeau, antropologo e etnologo canadese († 1969)
- 1883 - Edwin Carewe, regista, attore e produttore cinematografico statunitense († 1940)
- 1885 - Richard Bugno, calciatore austriaco
- 1886 - Dong Biwu, politico cinese († 1975)
- 1886 - Elisabeth Moore, tennista statunitense († 1959)
- 1886 - Charles Inaebnit, calciatore svizzero († 1970)
- 1886 - Léon Mathot, attore cinematografico e regista francese († 1968)
- 1886 - Walter Poppe, calciatore tedesco († 1952)
- 1886 - Paul Radmilovic, nuotatore e pallanuotista britannico († 1968)
- 1886 - Ercole Roncaglia, generale italiano († 1965)
- 1886 - Italo Mario Sacco, sindacalista e politico italiano († 1959)
- 1886 - Freddie Welsh, pugile britannico († 1927)
- 1887 - Bonaventura Ferrazzutto, politico e partigiano italiano († 1944)
- 1887 - Hector Goetinck, calciatore e allenatore di calcio belga († 1943)
- 1888 - Pietro Bianchi, ginnasta italiano († 1965)
- 1888 - Jules Furthman, scrittore e sceneggiatore statunitense († 1966)
- 1888 - Rodolphe Guilland, bizantinista francese († 1981)
- 1888 - Peg Leg Howell, cantante e chitarrista statunitense († 1966)
- 1888 - Ramón Otero Pedrayo, scrittore e politico spagnolo († 1976)
- 1888 - Franz Schwede, politico tedesco († 1960)
- 1888 - Carlo Servetto, calciatore italiano († 1981)
- 1889 - Bruno Bonfioli, alpinista, patriota e ingegnere italiano († 1985)
- 1889 - Ludovic-Oscar Frossard, politico francese († 1946)
- 1889 - Maria Lehel, pittrice ungherese († 1972)
- 1889 - Gigi Pisano, paroliere, comico e attore italiano († 1973)
- 1890 - John Aasen, attore statunitense († 1938)
- 1890 - Pol Morel, calciatore francese († 1915)
- 1890 - Philip Perlman, avvocato, giornalista e politico statunitense († 1960)
- 1890 - Vittorio Ruggero, generale italiano († 1957)
- 1891 - Peter Eduard Crasemann, generale tedesco († 1950)
- 1891 - Attilio Fresia, calciatore, allenatore di calcio e militare italiano († 1923)
- 1891 - Vincenzo Geraci, militare italiano († 1915)
- 1891 - Giovanni Titta Rosa, scrittore e critico letterario italiano († 1972)
- 1891 - Nicola Sansanelli, avvocato, militare e politico italiano († 1968)
- 1891 - Josef Schneider, canottiere svizzero († 1966)
- 1891 - Alberto Sussone, calciatore e militare italiano († 1916)
- 1892 - Josef Römer, militare tedesco († 1944)
- 1892 - Giuseppe de Finetti, architetto e urbanista italiano († 1952)
- 1893 - Francesco Angelino, militare italiano († 1990)
- 1893 - Günther Angern, generale tedesco († 1943)
- 1893 - Bruno Barosi, cuoco italiano († 1969)
- 1893 - Alessio De Paolis, tenore italiano († 1964)
- 1893 - Ugo Fiorelli, militare italiano († 1941)
- 1893 - Edoardo Mariani, calciatore italiano († 1956)
- 1893 - Adriano Monti, aviatore e generale italiano
- 1893 - Konstantin Muraviev, politico bulgaro († 1965)
- 1893 - Claudio Rivera Macías, generale spagnolo († 1971)
- 1894 - Adriano Bacula, militare e aviatore italiano († 1938)
- 1894 - Viola Barry, attrice statunitense († 1964)
- 1894 - Henry Daniell, attore britannico († 1963)
- 1894 - Louis Finet, cavaliere belga
- 1894 - Josep Maria de Sagarra, poeta, scrittore e traduttore spagnolo († 1961)
- 1895 - Filippo Caminiti, imprenditore e politico italiano († 1955)
- 1895 - Mario Muccini, militare e scrittore italiano († 1961)
- 1895 - Lawrence Shields, mezzofondista statunitense († 1976)
- 1896 - Werner Caskel, arabista e storico tedesco († 1970)
- 1896 - Lotte H. Eisner, critica cinematografica e scrittrice tedesca († 1983)
- 1896 - Ermenegildo Santoni, ingegnere e inventore italiano († 1970)
- 1897 - Emilio Faldella, generale e agente segreto italiano († 1975)
- 1897 - Gina Sammarco, attrice italiana († 1976)
- 1897 - Gunta Stölzl, designer tedesca († 1983)
- 1898 - Gabriel Bouillon, violinista e docente francese († 1984)
- 1898 - Ernst-Anton von Krosigk, generale tedesco († 1945)
- 1898 - Murray Mendenhall, allenatore di pallacanestro statunitense († 1972)
- 1898 - Ada Natali, politica e antifascista italiana († 1990)
- 1898 - Misao Okawa, supercentenaria giapponese († 2015)
- 1898 - Jan Oosthoek, calciatore olandese († 1973)
- 1898 - Ben Selvin, musicista, direttore d'orchestra e produttore discografico statunitense († 1980)
- 1898 - Song Meiling, first lady cinese († 2003)
- 1898 - Zhou Enlai, politico, rivoluzionario e generale cinese († 1976)
- 1899 - Agostino D'Arco, vescovo cattolico italiano († 1966)
- 1899 - Gladys Leslie, attrice statunitense († 1976)
- 1899 - Alexander Olsen, calciatore norvegese († 1975)
- 1899 - Antonio Ramirez, politico italiano († 1969)
- 1899 - Cecil Roth, storico e insegnante inglese († 1970)
- 1899 - Emilio Savino, calciatore italiano († 1978)
- 1900 - Romolo Diecidue, politico italiano († 1975)

## XX secolo(1088)
- 1901 - Giuseppe Aliberti, calciatore e allenatore di calcio italiano († 1956)
- 1901 - Yocheved Bat-Miriam, poetessa israeliana († 1980)
- 1901 - Federico di Schwarzburg, nobile tedesco († 1971)
- 1901 - Julian Przyboś, poeta polacco († 1970)
- 1902 - Giovanni Scano, avvocato e politico italiano († 1948)
- 1902 - Rosetta Tofano, costumista e attrice italiana († 1960)
- 1903 - Janus Braspennincx, pistard olandese († 1977)
- 1903 - Gedeon Eugen Lukács, calciatore ungherese († 1949)
- 1903 - Mario Tufaroli Luciano, architetto e urbanista italiano († 1971)
- 1904 - Maria Chieco Bianchi, politica italiana († 1995)
- 1904 - Giuseppe Cocchiara, antropologo e etnologo italiano († 1965)
- 1904 - Emile Decroix, ciclista su strada belga († 1967)
- 1904 - Pei Wenzhong, paleontologo, antropologo e archeologo cinese († 1982)
- 1904 - Karl Rahner, gesuita e teologo tedesco († 1984)
- 1905 - László Benedek, regista, sceneggiatore e produttore cinematografico ungherese († 1992)
- 1905 - Nino Bonanni, attore e doppiatore italiano († 1975)
- 1905 - Carlo Cammarota, pianista, compositore e direttore d'orchestra italiano († 1990)
- 1905 - Riccardo Cornolti, calciatore e organaro italiano († 1963)
- 1905 - Marcel Faure, schermidore francese († 1984)
- 1905 - Paulo Ghiglia, pittore italiano († 1979)
- 1906 - Raisa Esipova, attrice sovietica († 1994)
- 1906 - Rudolf Krčil, allenatore di calcio e calciatore cecoslovacco († 1981)
- 1907 - George Baird, velocista statunitense († 2004)
- 1907 - Ettore Calvi, politico e sindacalista italiano († 2001)
- 1907 - Stewart Chalmers, calciatore scozzese († 1989)
- 1907 - Oliviero Serdoz, calciatore italiano († 1978)
- 1907 - Chitetsu Watanabe, supercentenario giapponese († 2020)
- 1908 - Mario Allorini, calciatore italiano († 1989)
- 1908 - Christian Boussus, tennista francese († 2003)
- 1908 - Fritz Fischer, giornalista tedesco († 1999)
- 1908 - Ludwig Goldbrunner, calciatore e allenatore di calcio tedesco († 1981)
- 1908 - Rex Harrison, attore britannico († 1990)
- 1908 - Erik Källström, calciatore svedese († 1997)
- 1908 - Mario Olenich, calciatore e allenatore di calcio italiano
- 1908 - Oiva Tuominen, militare e aviatore finlandese († 1976)
- 1909 - Josef Bergmaier, calciatore tedesco († 1943)
- 1909 - Cesare Ghezzi, rugbista a 15, allenatore di rugby a 15 e dirigente sportivo italiano († 1996)
- 1909 - Felix Ley, missionario e vescovo cattolico statunitense († 1972)
- 1909 - Leo Nielsen, ciclista su strada danese († 1968)
- 1909 - Patativa do Assaré, poeta, scrittore e cantastorie brasiliano († 2002)
- 1909 - Sayo Fukuko, attrice giapponese († 1989)
- 1909 - Richard Steere, schermidore statunitense († 2001)
- 1909 - András Székely, nuotatore ungherese († 1943)
- 1910 - Momofuku Andō, inventore e imprenditore giapponese († 2007)
- 1910 - Marcello Camilucci, critico letterario e scrittore italiano († 2000)
- 1910 - Ennio Flaiano, sceneggiatore, scrittore e giornalista italiano († 1972)
- 1910 - Iustin Moisescu, arcivescovo ortodosso rumeno († 1986)
- 1910 - Mario Pannunzio, giornalista e politico italiano († 1968)
- 1911 - Vittorio Belleli, cantante italiano († 1996)
- 1911 - Nils Eriksen, allenatore di calcio e calciatore norvegese († 1975)
- 1911 - Bruno Bernard Heim, arcivescovo cattolico svizzero († 2003)
- 1911 - Rodolfo Gregar, calciatore italiano († 1995)
- 1911 - Wolfgang Larrazábal, politico, ammiraglio e diplomatico venezuelano († 2003)
- 1911 - Donald Piper, cestista statunitense († 1963)
- 1911 - Mahmud Taleghani, teologo iraniano († 1979)
- 1912 - Jack Marshall, politico e avvocato neozelandese († 1988)
- 1912 - Vittorio Minguzzi, aviatore e generale italiano († 1977)
- 1912 - Peter To Rot, papuano († 1945)
- 1912 - Marie-Antoinette Tonnelat, fisica francese († 1980)
- 1913 - Aristide Barilli, pittore e giornalista italiano († 2009)
- 1913 - Ada Colangeli, attrice italiana († 1992)
- 1913 - Gangubai Hangal, cantante indiana († 2009)
- 1913 - Tibor Kemény, allenatore di calcio e calciatore ungherese († 1992)
- 1913 - Bernhard Neutsch, archeologo tedesco († 2002)
- 1913 - Josef Stroh, allenatore di calcio e calciatore austriaco († 1991)
- 1914 - Salvatore Mastroieni, mezzofondista italiano († 1996)
- 1915 - Antonio Ranocchia, scultore italiano († 1989)
- 1915 - Laurent Schwartz, matematico francese († 2002)
- 1915 - Mahmoud Younes, schermidore egiziano († 2001)
- 1916 - Annibale Pagliarin, militare italiano († 1940)
- 1917 - Harold Garnet Callan, biologo e zoologo britannico († 1993)
- 1917 - Accursio Di Leo, attore e regista italiano († 1997)
- 1917 - Clemente Fracassi, regista e produttore cinematografico italiano († 1993)
- 1917 - Danilo Michelini, calciatore italiano († 1983)
- 1917 - Raymond P. Shafer, politico statunitense († 2006)
- 1917 - Wang Su-bok, cantante nordcoreana († 2003)
- 1918 - John Billings, medico australiano († 2007)
- 1918 - Carlos Piernavieja, cestista, pallamanista e nuotatore spagnolo († 1989)
- 1918 - Francisco del Río, cestista, allenatore di pallacanestro e dirigente sportivo argentino († 2011)
- 1918 - Milt Schmidt, hockeista su ghiaccio e allenatore di hockey su ghiaccio canadese († 2017)
- 1918 - James Tobin, economista statunitense († 2002)
- 1919 - Hosai Fujisawa, goista giapponese († 1993)
- 1919 - Grigorij Novak, sollevatore sovietico († 1980)
- 1920 - José Aboulker, attivista e medico francese († 2009)
- 1920 - Gaby André, attrice francese († 1972)
- 1920 - Keith Carey, cestista statunitense († 1999)
- 1920 - Virginia Christine, attrice statunitense († 1996)
- 1920 - Luis Induni, attore italiano († 1979)
- 1920 - Leontine T. Kelly, vescova luterana statunitense († 2012)
- 1920 - Del Latta, politico statunitense († 2016)
- 1920 - Gabriella Poli, giornalista italiana († 2012)
- 1920 - Gaby Robert, calciatore e allenatore di calcio francese († 2003)
- 1920 - Juan José Torres, generale e politico boliviano († 1976)
- 1920 - Agostino Zorzato, politico italiano († 1983)
- 1921 - Dante Arfelli, scrittore italiano († 1995)
- 1921 - José Bustamante, calciatore boliviano
- 1921 - Sergio De Giacinto, pedagogista italiano († 1989)
- 1921 - Árpád Fekete, allenatore di calcio e calciatore ungherese († 2012)
- 1921 - Leon Gauchat, cestista statunitense († 1971)
- 1921 - Aldo Giuliani, calciatore italiano
- 1921 - Johnny Norlander, cestista statunitense († 2002)
- 1921 - Artëm Fëdorovič Sergeev, generale sovietico († 2008)
- 1922 - Arthur Louis Aaron, militare e aviatore britannico († 1943)
- 1922 - Sándor Kopácsi, politico ungherese († 2001)
- 1922 - Osvaldo Langini, regista e sceneggiatore italiano († 2016)
- 1922 - Gaetano Michetti, vescovo cattolico italiano († 2007)
- 1922 - Pier Paolo Pasolini, poeta, scrittore e regista italiano († 1975)
- 1922 - José Sério, calciatore portoghese († 2010)
- 1922 - Mike Spack, cestista canadese († 2011)
- 1922 - Luigi Tatto, insegnante e scrittore italiano († 2003)
- 1923 - Sergej Fëdorovič Achromeev, generale e politico sovietico († 1991)
- 1923 - Andrea Aureli, attore italiano († 2007)
- 1923 - AG Fronzoni, designer e educatore italiano († 2002)
- 1923 - Adolf Huber, allenatore di calcio e calciatore austriaco († 1994)
- 1923 - Benito Jacovitti, fumettista italiano († 1997)
- 1923 - Lydia MacDonald, cantante britannica († 1998)
- 1923 - Juan José Mencía, calciatore spagnolo († 2012)
- 1923 - Luciano Nicolini, calciatore italiano († 1992)
- 1923 - Carlo Riccardi, pittore italiano († 2012)
- 1924 - Eugene Aksenoff, medico giapponese († 2014)
- 1924 - Manfred A. Biondi, fisico statunitense († 2016)
- 1924 - José Míguez Bonino, pastore protestante e teologo argentino († 2012)
- 1924 - Leroy Chollet, cestista statunitense († 1998)
- 1924 - Myrna Dell, attrice statunitense († 2011)
- 1924 - Franco Fantasia, attore italiano († 2002)
- 1924 - Samia Gamal, ballerina e attrice egiziana († 1994)
- 1924 - Tom Kelly, cestista statunitense († 2008)
- 1924 - Sala Kirschner, superstite dell'Olocausto polacca († 2018)
- 1924 - Clara Ledesma, pittrice dominicana († 1999)
- 1924 - Roger Marche, calciatore francese († 1997)
- 1924 - Claudio Napoleoni, economista e politico italiano († 1988)
- 1924 - Jean Oury, psicoanalista e psichiatra francese († 2014)
- 1924 - Gaspare Pisciotta, criminale italiano († 1954)
- 1924 - John White, presbitero, psichiatra e docente inglese († 2002)
- 1925 - Franco Cardani, calciatore italiano († 2005)
- 1925 - Renato De Sanzuane, pallanuotista italiano († 1986)
- 1925 - Guido Radi, partigiano italiano († 1944)
- 1925 - Jean Séguy, sociologo francese († 2007)
- 1925 - Jacques Vergès, avvocato e attivista francese († 2013)
- 1925 - Paul Vergès, politico francese († 2016)
- 1926 - Norman Macfarlane, barone Macfarlane di Bearsden, imprenditore e filantropo scozzese († 2021)
- 1926 - Lily Carlstedt, giavellottista danese († 2002)
- 1926 - Zakaria Chihab, lottatore libanese († 1984)
- 1926 - Gino Cortellezzi, ex calciatore e allenatore di calcio italiano
- 1926 - Angelo Frigerio, bobbista italiano († 2020)
- 1926 - Craig Hill, attore statunitense († 2014)
- 1926 - Joan Shawlee, attrice statunitense († 1987)
- 1926 - Pietro Zoppi, politico italiano († 2006)
- 1927 - Jack Cassidy, attore statunitense († 1976)
- 1927 - Raffaele Castielli, vescovo cattolico italiano († 2018)
- 1927 - Lino Grava, calciatore italiano († 2010)
- 1927 - Stan Heath, giocatore di football americano statunitense († 2010)
- 1927 - Robert Lindsay, XXIX conte di Crawford, nobile e politico scozzese († 2023)
- 1927 - Raisa Mament'eva, cestista sovietica († 2001)
- 1927 - Jiří Siegel, cestista e architetto cecoslovacco († 2012)
- 1927 - Tecla Tofano, artista e scrittrice venezuelana († 1995)
- 1927 - Marko Valok, calciatore e allenatore di calcio jugoslavo († 2024)
- 1928 - Giuseppe Averardi, giornalista e politico italiano († 2019)
- 1928 - Carlos Blanco, calciatore messicano († 2011)
- 1928 - Rocco Coletta, politico italiano († 2008)
- 1928 - Elizaveta Dement'eva, canoista sovietica († 2022)
- 1928 - Mario Vincenzo Di Gioia, politico italiano († 2006)
- 1928 - Lou Levy, pianista statunitense († 2001)
- 1928 - Bob McMillen, mezzofondista statunitense († 2007)
- 1928 - Edgar Schein, psicologo statunitense († 2023)
- 1928 - Vera Vigevani Jarach, attivista, scrittrice e giornalista italiana
- 1929 - Erik Carlsson, pilota automobilistico svedese († 2015)
- 1929 - Poul Dalsager, politico danese († 2001)
- 1929 - Leszek Kamiński, cestista polacco († 2012)
- 1929 - J. B. Lenoir, chitarrista statunitense († 1967)
- 1929 - Marcel Mauron, calciatore svizzero († 2022)
- 1929 - Erdoğan Partener, cestista turco († 1995)
- 1929 - Takao Saitō, direttore della fotografia giapponese († 2014)
- 1929 - Sylvia Stahlman, soprano statunitense († 1998)
- 1930 - Saverio Monteleone, politico italiano († 2006)
- 1930 - Franco Percoco, criminale italiano († 2001)
- 1930 - Carlo Peretti, pallanuotista italiano († 2018)
- 1930 - Jean Tabary, fumettista francese († 2011)
- 1930 - Artëm Terjan, lottatore sovietico († 1970)
- 1930 - Guido Zucchini, calciatore italiano († 2010)
- 1931 - Fred, fumettista francese († 2013)
- 1931 - Jerrie Cobb, aviatrice statunitense († 2019)
- 1931 - Enzo D'Ambrosio, produttore cinematografico italiano († 2019)
- 1931 - Andrea Emiliani, storico dell'arte e funzionario italiano († 2019)
- 1931 - Remo Lancioni, ex calciatore e allenatore di calcio italiano
- 1931 - Vigilio Mich, fondista italiano († 2019)
- 1931 - Jean-Paul Roussillon, attore francese († 2009)
- 1932 - Sandro Boccardi, poeta, musicologo e curatore editoriale italiano († 2023)
- 1932 - Giorgio Ceretti, architetto italiano
- 1932 - Amleto Frignani, calciatore italiano († 1997)
- 1932 - Andre Hajdu, compositore e etnomusicologo ungherese († 2016)
- 1932 - Charles Lambert, pallanuotista francese († 1990)
- 1932 - Paul Sand, attore statunitense
- 1932 - Karl Schmidt, calciatore tedesco († 2018)
- 1933 - Don L. Anderson, geologo statunitense († 2014)
- 1933 - Jef Eygel, cestista belga († 2005)
- 1933 - André Hess, calciatore francese († 2004)
- 1933 - Walter Kasper, cardinale, vescovo cattolico e teologo tedesco
- 1933 - Earl Leggett, giocatore di football americano e allenatore di football americano statunitense († 2008)
- 1933 - İsmail Ogan, lottatore turco († 2022)
- 1933 - Arlen Dean Snyder, attore statunitense († 2024)
- 1933 - Evgenij Andreevič Vasjukov, scacchista russo († 2018)
- 1934 - Giovanni Ajmone Cat, esploratore italiano († 2007)
- 1934 - Giuseppe Cadé, calciatore italiano († 2007)
- 1934 - Daniel Kahneman, psicologo israeliano († 2024)
- 1934 - Jean-Baptiste Phạm Minh Mẫn, cardinale e arcivescovo cattolico vietnamita
- 1934 - James B. Sikking, attore statunitense († 2024)
- 1934 - Bob Skoronski, giocatore di football americano statunitense († 2018)
- 1934 - Luigi Spaventa, economista e politico italiano († 2013)
- 1935 - Jody Alderson, nuotatrice statunitense († 2021)
- 1935 - Letizia Battaglia, fotografa, fotoreporter e politica italiana († 2022)
- 1935 - Giovanni Bettinelli, ciclista su strada e ciclocrossista italiano († 2000)
- 1935 - Philip Chapman, astronauta statunitense († 2021)
- 1935 - Francis Xavier Osamu Mizobe, vescovo cattolico giapponese († 2016)
- 1935 - Aitor Muruamendiaraz, calciatore spagnolo
- 1935 - Romano Taccola, calciatore italiano († 2021)
- 1936 - Canaan Banana, politico zimbabwese († 2003)
- 1936 - Aura D'Angelo, cantante italiana
- 1936 - Benito Gualtieri, politico italiano († 1996)
- 1936 - Pat Hannigan, hockeista su ghiaccio canadese († 2007)
- 1936 - Volodymyr Maslačenko, calciatore e giornalista sovietico († 2010)
- 1936 - Ramón Mayeregger, ex calciatore paraguaiano
- 1936 - Dean Stockwell, attore statunitense († 2021)
- 1936 - Lea Vergine, critica d'arte e saggista italiana († 2020)
- 1936 - Ernst Zägel, calciatore tedesco († 2020)
- 1937 - Letizia Bertoni, ex ostacolista e velocista italiana
- 1937 - Sal Borgese, attore e stuntman italiano
- 1937 - Claude Bourquard, ex schermidore francese
- 1937 - Dan Burros, attivista statunitense († 1965)
- 1937 - André Damseaux, politico belga († 2007)
- 1937 - Alessandro Montevecchi, critico letterario italiano
- 1937 - Angela Portaluri, attrice italiana († 2024)
- 1937 - Georges Zvunka, allenatore di calcio e calciatore francese († 2022)
- 1938 - Martin Kemp, storico dell'arte britannico
- 1938 - Aleksandăr Kostov, calciatore e allenatore di calcio bulgaro († 2019)
- 1938 - Lynn Margulis, biologa statunitense († 2011)
- 1938 - Leon Nahon, ex pallanuotista sudafricano
- 1938 - Boris Nikitin, nuotatore sovietico († 1984)
- 1938 - Festus Onigbinde, allenatore di calcio nigeriano
- 1938 - Hayden Thompson, cantante statunitense
- 1938 - Fred Williamson, attore, regista cinematografico e ex giocatore di football americano statunitense
- 1939 - Samantha Eggar, attrice britannica
- 1939 - Lorenzo Enriques, fisico e editore italiano
- 1939 - Martino Fill, ex sciatore alpino italiano
- 1939 - Daniel Freedman, fisico statunitense
- 1939 - Charles Fuller, drammaturgo e sceneggiatore statunitense († 2022)
- 1939 - Judy Grinham, ex nuotatrice britannica
- 1939 - Norman Seeff, regista e fotografo sudafricano
- 1939 - Camillo Teti, regista, sceneggiatore e produttore cinematografico italiano
- 1939 - Adriano Varljen, ex calciatore e allenatore di calcio italiano
- 1939 - Peter Woodcock, serial killer canadese († 2010)
- 1940 - Hans Albertsson, ex cestista e ex altista svedese
- 1940 - Enrico Arcelli, medico e preparatore atletico italiano († 2015)
- 1940 - Mascia Cantoni, annunciatrice televisiva e conduttrice televisiva svizzera
- 1940 - Dyango, cantante spagnolo
- 1940 - Ottorino Flaborea, ex cestista e allenatore di pallacanestro italiano
- 1940 - Viktor Getmanov, calciatore sovietico († 1995)
- 1940 - Graham McRae, pilota automobilistico neozelandese († 2021)
- 1940 - Filippo Panseca, artista, designer e scenografo italiano († 2024)
- 1940 - Sepp Piontek, ex calciatore e allenatore di calcio tedesco
- 1940 - Antonio Tozzi, cestista argentino († 2017)
- 1941 - José Luis Arilla, ex tennista spagnolo
- 1941 - Alain Boublil, paroliere e librettista francese
- 1941 - Angelo Cagnone, pittore italiano
- 1941 - Gianni Celano Giannici, pittore e ceramista italiano († 2020)
- 1941 - Don Sherwood, politico statunitense
- 1942 - Enrico Cairoli, ex calciatore italiano
- 1942 - Felipe González, politico e avvocato spagnolo
- 1942 - Béla Gyarmati, ex schermidore ungherese
- 1942 - Adrien Houngbédji, politico e avvocato beninese
- 1942 - Mike Resnick, scrittore di fantascienza statunitense († 2020)
- 1942 - Glenn Saxson, attore olandese
- 1943 - Billy Backus, ex pugile statunitense
- 1943 - Lucio Battisti, cantautore, produttore discografico e arrangiatore italiano († 1998)
- 1943 - Luigi De Sena, politico, dirigente pubblico e poliziotto italiano († 2015)
- 1943 - Frank Forberger, canottiere tedesco († 1998)
- 1943 - Vicente Saldívar, pugile messicano († 1985)
- 1944 - Aldo Amati, politico italiano († 2024)
- 1944 - Élisabeth Badinter, scrittrice e filosofa francese
- 1944 - Marco Cellai, politico italiano
- 1944 - Georges Chappe, ex ciclista su strada francese
- 1944 - Ombretta Fumagalli Carulli, giurista e politica italiana († 2021)
- 1944 - Charly Grosskost, ciclista su strada e pistard francese († 2004)
- 1944 - Carroll Hooser, ex cestista statunitense
- 1944 - Ernesto Jotti, ex ciclista su strada italiano
- 1944 - Pietro Mita, politico italiano
- 1944 - Frank Rühle, ex canottiere tedesco
- 1944 - Giovanni Spiniello, scultore, pittore e incisore italiano
- 1944 - Jorge Ferreira da Costa Ortiga, arcivescovo cattolico portoghese
- 1945 - Friedrich Bohl, politico tedesco
- 1945 - George Crile III, giornalista e scrittore statunitense († 2006)
- 1945 - Selina Hastings, giornalista e biografa britannica
- 1945 - Randy Matson, ex pesista statunitense
- 1945 - Dino Rora, nuotatore italiano († 1966)
- 1945 - Wilfred Tranter, calciatore inglese († 2021)
- 1945 - Erwin Vandendaele, allenatore di calcio e ex calciatore belga
- 1945 - Hans Venneker, allenatore di calcio e ex calciatore olandese
- 1946 - Rocky Bleier, ex giocatore di football americano statunitense
- 1946 - Guerrino Boatto, pittore e illustratore italiano († 2018)
- 1946 - Antonio Borruto, ex calciatore italiano
- 1946 - Palma Calderoni, cantante italiana († 2019)
- 1946 - Martin van Creveld, storico israeliano
- 1946 - Köksal Engür, attore e doppiatore turco († 2023)
- 1946 - Graham Hawkins, allenatore di calcio e calciatore inglese († 2016)
- 1946 - Arthur Kenney, ex cestista statunitense
- 1946 - Juan Carlos Mamelli, ex calciatore argentino
- 1946 - Ian McPhee, ex calciatore scozzese
- 1946 - Lova Moor, cantante, ballerina e attrice francese
- 1946 - Giannīs Parios, cantante greco
- 1946 - Bob Quick, ex cestista statunitense
- 1946 - Andy Russell, giocatore di football americano statunitense († 2024)
- 1946 - J.T. Thomas, ex giocatore di football americano statunitense
- 1946 - Volodymyr Tukmakov, scacchista ucraino
- 1947 - Natale Barbone, attore, produttore cinematografico e produttore teatrale italiano
- 1947 - Dario Dolci, ex calciatore italiano
- 1947 - Zdeněk Douša, cestista cecoslovacco († 2023)
- 1947 - William Driscoll, militare e aviatore statunitense
- 1947 - Dorival Carlos Esteves, calciatore brasiliano († 2020)
- 1947 - Eddie Hodges, attore statunitense
- 1947 - Jean Jouzel, ingegnere e climatologo francese
- 1947 - John Kitzhaber, politico e medico statunitense
- 1947 - Konstanty Andrzej Kulka, violinista polacco
- 1947 - Gian Nicola Pinotti, calciatore e allenatore di calcio italiano († 2010)
- 1947 - Clodagh Rodgers, cantante britannica († 2025)
- 1947 - Lucio Salis, comico, scrittore e produttore discografico italiano
- 1947 - Giancarlo Salvoldi, politico italiano
- 1947 - Ottis Toole, serial killer statunitense († 1996)
- 1948 - Robert Bauval, saggista britannico
- 1948 - Bruno Beatrice, calciatore italiano († 1987)
- 1948 - Ernesto Benedettini, politico sammarinese
- 1948 - Jan van Beveren, calciatore olandese († 2011)
- 1948 - Annette Charles, attrice statunitense († 2011)
- 1948 - Kazimierz Czarnecki, ex sollevatore polacco
- 1948 - Nur Germen, cestista e allenatore di pallacanestro turco († 2021)
- 1948 - Eddy Grant, cantante, musicista e produttore discografico guyanese
- 1948 - Richard Hickox, direttore d'orchestra britannico († 2008)
- 1948 - Esther Hicks, scrittrice statunitense
- 1948 - Leslie Marmon Silko, scrittrice statunitense
- 1948 - Elaine Paige, attrice e cantante britannica
- 1948 - Francisco Rivera, torero spagnolo († 1984)
- 1949 - Benoît Comlan Messan Alowonou, vescovo cattolico togolese
- 1949 - Bernard Arnault, imprenditore francese
- 1949 - Leszek Błażyński, pugile polacco († 1992)
- 1949 - Robert Folk, direttore d'orchestra e compositore statunitense
- 1949 - Francesco Giorgini, allenatore di calcio e ex calciatore italiano
- 1949 - Shūsaku Hirasawa, ex calciatore giapponese
- 1949 - Hana Jarošová, cestista cecoslovacca († 2023)
- 1949 - Franz Josef Jung, politico tedesco
- 1949 - Josef Jurkanin, ex calciatore cecoslovacco
- 1949 - Igor Skofic, regista italiano
- 1949 - Giovanni Trainini, allenatore di calcio e ex calciatore italiano
- 1949 - Anatoli Vaisser, scacchista sovietico
- 1950 - Giuseppe Baiocchi, giornalista italiano († 2013)
- 1950 - Charles Dudley, ex cestista statunitense
- 1950 - Eugene Fodor, violinista statunitense († 2011)
- 1950 - Bernard Hartze, allenatore di calcio e calciatore sudafricano († 2024)
- 1950 - Henry Marsh, chirurgo britannico
- 1950 - Sergio Zuccheri, ex calciatore italiano
- 1951 - Giordano Chechi, politico italiano
- 1951 - Jurij Kravčenko, militare e politico ucraino († 2005)
- 1951 - Michael Gore, compositore statunitense
- 1951 - Francesco Marino Mannoia, mafioso e collaboratore di giustizia italiano
- 1951 - Altamont McKenzie, ex calciatore giamaicano
- 1951 - Ferhat Mehenni, cantante e politico berbero
- 1951 - Leslie Mottram, arbitro di calcio scozzese
- 1951 - Gleb Pavlovskij, politologo, giornalista e attivista russo († 2023)
- 1951 - Pinuccio Sinisi, attore e regista teatrale italiano
- 1951 - Ferdi Sabit Soyer, politico cipriota
- 1952 - Nouria Benghabrit-Remaoun, sociologa e politica algerina
- 1952 - Petar Borota, calciatore jugoslavo († 2010)
- 1952 - Alicia Bárcena Ibarra, biologa, politica e diplomatica messicana
- 1952 - Mario Catania, funzionario e politico italiano
- 1952 - Nanà Cecchi, costumista italiana
- 1952 - Alan Clark, tastierista britannico
- 1952 - Jurij Kucenko, multiplista sovietico († 2018)
- 1952 - Robin Hobb, scrittrice statunitense
- 1952 - Valentina Nikonova, ex schermitrice sovietica
- 1952 - Giampaolo Nuvoli, giornalista e politico italiano († 2011)
- 1952 - Fernando da Piedade Dias dos Santos, politico angolano
- 1952 - José De la Cruz, ex calciatore paraguaiano
- 1953 - Radu Berceanu, politico e ingegnere rumeno
- 1953 - Pietro Curzio, magistrato e giurista italiano
- 1953 - Katarina Frostenson, poetessa, scrittrice e traduttrice svedese
- 1953 - Gardi Hutter, attrice teatrale e commediografa svizzera
- 1953 - Valerij Grigor'evič Korzun, cosmonauta russo
- 1953 - Carlos Perreau de Pinninck Doménech, politico e imprenditore spagnolo
- 1953 - Marcelo Piñeyro, regista cinematografico e sceneggiatore argentino
- 1953 - Michael Sandel, filosofo statunitense
- 1953 - Richard Sanderson, cantante e musicista britannico
- 1953 - Tokyo Sexwale, imprenditore e politico sudafricano
- 1953 - Harald Stenvaag, ex tiratore a segno norvegese
- 1954 - Snežana Bošković, ex cestista jugoslava
- 1954 - Venera Černyšova, ex biatleta sovietica
- 1954 - Mario Sergio Cortella, filosofo, scrittore e politico brasiliano
- 1954 - Nastasia Ionescu, ex canoista romena
- 1954 - Bao Lan, artista marziale vietnamita
- 1954 - João Lourenço, politico e generale angolano
- 1954 - Marla Pennington, attrice statunitense
- 1954 - Luigi Piergiovanni, produttore discografico italiano
- 1955 - Moustapha Dao, regista burkinabé († 2010)
- 1955 - Juraj Filas, compositore slovacco († 2021)
- 1955 - Rodrigo Kenton, allenatore di calcio e ex calciatore costaricano
- 1955 - Whitney Otto, scrittrice statunitense
- 1955 - Georgios Papastamkos, politico greco
- 1955 - Penn & Teller, illusionista, artista e divulgatore scientifico statunitense
- 1955 - Sarah Rice, attrice teatrale e soprano statunitense († 2024)
- 1955 - Camille Wright, ex nuotatrice statunitense
- 1956 - Adriana Barraza, attrice messicana
- 1956 - Marco Braghero, allenatore di pallacanestro italiano
- 1956 - Leopoldo Capurso, allenatore di calcio a 5 italiano
- 1956 - Giorgio Lisi, politico italiano
- 1956 - Teena Marie, cantautrice statunitense († 2010)
- 1956 - Pedro Daniel Martínez Perea, vescovo cattolico argentino
- 1956 - Delbar Nazari, politica, insegnante e funzionaria afghana († 2024)
- 1956 - Donato Oliverio, vescovo cattolico italiano
- 1956 - Marco Paolini, drammaturgo, regista e attore italiano
- 1956 - Federico Piran, rugbista a 15 e allenatore di rugby a 15 italiano († 2013)
- 1956 - Šamil' Serikov, lottatore sovietico († 1989)
- 1957 - Eduardo Chong Qui, ex cestista e allenatore di pallacanestro ecuadoriano
- 1957 - Roberto Cordella, ex cestista italiano
- 1957 - Stefano Davanzati, attore cinematografico italiano
- 1957 - Francesco Fornabaio, aviatore italiano († 2014)
- 1957 - Marco Galli, pallanuotista italiano († 1988)
- 1957 - Tim Holden, politico statunitense
- 1957 - Joey Image, batterista statunitense († 2020)
- 1957 - Bob Jackson, ex nuotatore statunitense
- 1957 - Mark E. Smith, cantante britannico († 2018)
- 1958 - Giuseppe Barzaghi, teologo italiano
- 1958 - Volodymyr Bezsonov, allenatore di calcio e ex calciatore sovietico
- 1958 - Piero Bucchi, allenatore di pallacanestro italiano
- 1958 - Chris Corbould, effettista britannico
- 1958 - Arnaud Courlet de Vregille, pittore francese
- 1958 - Bob Forward, scrittore, sceneggiatore e produttore televisivo statunitense
- 1958 - Andy Gibb, cantante britannico († 1988)
- 1958 - Médard Lusadusu, allenatore di calcio congolese (Repubblica Democratica del Congo)
- 1958 - Karim Maroc, ex calciatore algerino
- 1958 - Giovanni Pasetti, scrittore italiano
- 1958 - Franco Serafini, cantante, tastierista e compositore italiano
- 1958 - Raffaele Stolder, mafioso italiano
- 1958 - Yi Gang, economista cinese
- 1959 - Vitaly Balasanyan, politico e militare karabakho
- 1959 - Talia Balsam, attrice statunitense
- 1959 - Józef Górzyński, arcivescovo cattolico polacco
- 1959 - Darío Grandinetti, attore argentino
- 1959 - Ricky Hill, allenatore di calcio e ex calciatore inglese
- 1959 - Tsukasa Hōjō, fumettista e character designer giapponese
- 1959 - Piera Macchi, ex sciatrice alpina italiana
- 1959 - Antonio Menardi, giocatore di curling italiano
- 1959 - Mario Paradisi, allenatore di calcio e ex calciatore italiano
- 1959 - Patrizia Piccinini, attrice italiana
- 1959 - Adriano Piraccini, ex calciatore e allenatore di calcio italiano
- 1959 - Hubert Pircher, allenatore di calcio e ex calciatore italiano
- 1959 - Vazgen Sargsyan, politico e militare armeno († 1999)
- 1959 - David Fury, produttore televisivo e sceneggiatore statunitense
- 1959 - Silvino Louro, allenatore di calcio e ex calciatore portoghese
- 1959 - Luciano Sola, ex calciatore italiano
- 1960 - Amir Alagić, allenatore di calcio e ex calciatore bosniaco
- 1960 - Fritz Buehning, ex tennista statunitense
- 1960 - Akissi Delta, attrice ivoriana
- 1960 - Ivo Ferriani, dirigente sportivo e ex bobbista italiano
- 1960 - Ihar Hurynovič, ex calciatore sovietico
- 1960 - Nick Launay, produttore discografico e compositore britannico
- 1960 - Giedra Radvilavičiūtė, scrittrice lituana
- 1960 - Freddie Roach, allenatore di pugilato e ex pugile statunitense
- 1960 - Luigi Taranto, politico italiano
- 1960 - David Tibet, musicista e pittore britannico
- 1961 - Andris Ameriks, politico e economista lettone
- 1961 - Walter Brunner, ex slittinista italiano
- 1961 - David Byrne, allenatore di calcio e ex calciatore inglese
- 1961 - Elena Jakovleva, attrice russa
- 1961 - Isabelle Juppé, giornalista e romanziera francese
- 1961 - Thomas Müller, ex combinatista nordico tedesco occidentale
- 1961 - Giusi Nicolini, attivista e politica italiana
- 1961 - Charles Poliquin, culturista, scrittore e editorialista canadese († 2018)
- 1961 - Carlos Restrepo, allenatore di calcio colombiano
- 1961 - Dan Stuart, musicista statunitense
- 1962 - Simon Abkarian, attore francese
- 1962 - Amina Annabi, cantante e attrice tunisina
- 1962 - Elise Burgin, ex tennista statunitense
- 1962 - Choi In-young, ex calciatore sudcoreano
- 1962 - Robert Curbeam, astronauta e ingegnere statunitense
- 1962 - Rosemarie Ford, ballerina, attrice e cantante inglese
- 1962 - Thomas Körner, pilota motociclistico tedesco
- 1962 - Marc Pascal, ex calciatore francese
- 1962 - Todd Platts, politico e avvocato statunitense
- 1962 - Sun Hongyun, ex schermitrice cinese
- 1962 - Cecilia Tait, politica e ex pallavolista peruviana
- 1963 - John Cenatiempo, attore e stuntman statunitense
- 1963 - Lotta Engberg, cantante svedese
- 1963 - Joe Exotic, imprenditore, allevatore e criminale statunitense
- 1963 - Greg Knapp, allenatore di football americano statunitense († 2021)
- 1963 - Wilhelm Krautwaschl, vescovo cattolico austriaco
- 1963 - Grand Wizard Theodore, disc jockey statunitense
- 1963 - Marco Massa, cantautore italiano
- 1963 - Greg Murphy, medico e politico statunitense
- 1963 - Corrado Ocone, filosofo e saggista italiano
- 1963 - Joel Osteen, pastore protestante statunitense
- 1963 - Pierluigi Panza, scrittore, giornalista e critico d'arte italiano
- 1963 - Cerstin Schmidt, ex slittinista tedesca orientale
- 1964 - Yoshua Bengio, informatico canadese
- 1964 - José Bordalás, allenatore di calcio e ex calciatore spagnolo
- 1964 - Bertrand Cantat, cantautore e musicista francese
- 1964 - Salvatore Caronna, politico italiano
- 1964 - Pacifico, cantautore e musicista italiano
- 1964 - Tullio De Piccoli, ex cestista italiano
- 1964 - David Fiuczynski, compositore e chitarrista statunitense
- 1964 - Hajry Redouane, allenatore di calcio e ex calciatore marocchino
- 1964 - Scott Skiles, ex cestista e allenatore di pallacanestro statunitense
- 1964 - Emílio Sumbelelo, vescovo cattolico angolano
- 1964 - Gerald Vanenburg, allenatore di calcio e ex calciatore olandese
- 1964 - Reggie Williams, ex cestista e allenatore di pallacanestro statunitense
- 1965 - Nadja Abd el Farrag, conduttrice televisiva e cantante tedesca († 2025)
- 1965 - Samvel Babayan, generale armeno
- 1965 - Fedele Boccassini, cantautore italiano
- 1965 - Elena Bodnarenco, politica moldava († 2022)
- 1965 - Daniela Ciancio, costumista e scenografa italiana
- 1965 - Pierfrancesco De Robertis, giornalista italiano
- 1965 - Johnny Ekström, ex calciatore svedese
- 1965 - Jorge Macri, politico e imprenditore argentino
- 1965 - Paul Meyer, clarinettista e direttore d'orchestra francese
- 1965 - Paolo Parente, disegnatore italiano
- 1965 - Antonio Rezza, attore, regista e scrittore italiano
- 1965 - José Orlando Vinha Rocha Semedo, ex calciatore portoghese
- 1966 - Gus Caesar, ex calciatore inglese
- 1966 - Mark Z. Danielewski, scrittore statunitense
- 1966 - Mario De Clercq, dirigente sportivo, ex ciclocrossista e ciclista su strada belga
- 1966 - Oh Eun-sun, alpinista sudcoreana
- 1966 - Patrick French, scrittore, biografo e storico britannico († 2023)
- 1966 - Michael Irvin, ex giocatore di football americano e attore statunitense
- 1966 - Kim Pan-keun, ex calciatore sudcoreano
- 1966 - Sonia Maccioni, ex mezzofondista e ex maratoneta italiana
- 1966 - Aasif Mandvi, attore e comico indiano
- 1966 - Alessandro Rostagno, giornalista e personaggio televisivo italiano
- 1966 - Zachary Stevens, cantante statunitense
- 1966 - Marina Thovez, doppiatrice e attrice teatrale italiana
- 1967 - Debora Attanasio, scrittrice e giornalista italiana
- 1967 - Gianluca Libertucci, organista italiano
- 1967 - Ray Loriga, scrittore, sceneggiatore e regista spagnolo
- 1967 - Paloma Sánchez, ex cestista spagnola
- 1967 - Ol'ga Turčak, ex altista kazaka
- 1968 - Khairul Azman, ex calciatore e ex giocatore di calcio a 5 malaysiano
- 1968 - Gordon Bajnai, imprenditore e economista